# Liste der Bodendenkmale in Oschatz
In der Liste der Bodendenkmale in Oschatz sind die Bodendenkmale der Stadt Oschatz und ihrer Ortsteile nach dem Stand der Auflistung von Klaus Kroitzsch und Harald Quietzsch aus dem Jahr 1984 aufgelistet. Eventuelle Änderungen und Ergänzungen, insbesondere aus der Zeit nach der Wende, sind nicht berücksichtigt, da für Sachsen aktuell keine neueren allgemein zugänglichen Bodendenkmallisten vorliegen. Die Baudenkmale sind in der Liste der Kulturdenkmale in Oschatz aufgeführt.
| Denkmal-ID | Fundart            | Ortsteil   | Bezeichnung                                    | Zeitstellung                   | Lage                                                                                                  | Bemerkungen | Bild |
| ---------- | ------------------ | ---------- | ---------------------------------------------- | ------------------------------ | --- | --- | ---- |
| ?          | Befestigung > Burg | Altoschatz | Wehranlage „Schwedenschanze“                   | Frühe Eisenzeit und Slawenzeit | südlich des Orts, östliches Hochufer der Döllnitz                                                     | Abschnittsbefestigung in Spornlage, doppelter sichelförmiger Wallzug, dritter Wall durch Landwirtschaft eingeebnet, Schutz seit 15. März 1938, erneuert 1. Februar 1959                   |      |
| ?          | Befestigung > Burg | Leuben     | Wasserburg                                     | Mittelalter                    | nördlicher Ortsrand, östlicher Gutsbereich                                                            | durch Schloss überbaut, Rechteckbühl mit gerundeten Ecken, wasserführender Graben erhalten, möglicher Außenwall an der Nordseite, Schutz seit 1. Oktober 1936, erneuert 1. Februar 1959   |      |
| ?          | Befestigung > Burg | Limbach    | Wasserburg                                     | Mittelalter                    | nordöstlicher Ortsteil, Niederung des Heidenbachs                                                     | runder Bühl mit umlaufendem trockengelegtem Graben, der im Südwesten verfüllt ist, Schutz seit 25. November 1936, erneuert 1. Februar 1959                                                |      |
| ?          | Befestigung > Burg | Oschatz    | Wehranlage „Wüstes Schloss Osterland“          | Mittelalter                    | westsüdwestlich der Stadt, direkt westlich der Straße nach Thalheim, Forstrevier Oschatz Abteilung 17 | rechteckige Anlage mit drei Gebäudeflügeln, Schutz seit 1937, erneuert 1. Februar 1959 |      |
| ?          | besonderer Stein   | Oschatz    | Gruppe von 2 Steinkreuzen und einem Kreuzstein | Spätmittelalter                | östlicher Ortsrand, im Vorgarten der Riesaer Straße 32                                                | bis 1954 auf der gegenüberliegenden Straßenseite, Kreuzstein mit Kreuzdarstellungen im Flachrelief auf beiden Seiten, auf einer Seite zusätzlich ein Schwert, Schutz seit 21. Januar 1963 |      |
| ?          | Befestigung > Burg | Striesa    | Wasserburg                                     | Mittelalter                    | Ortslage, südwestlicher Gutsbereich, direkt östlich des Schlossteichs                                 | durch Herrenhaus überbaut, ringförmiger Graben verfüllt und nur im Westen und Süden als flache Senke erkennbar, Schutz seit 3. Oktober 1973                                               |      |